# Акт о негласном наблюдении в целях внешней разведки
Акт о негласном наблюдении в целях внешней разведки (англ. Foreign Intelligence Surveillance Act, сокр. FISA) — федеральный закон США, предписывающий процедуры физического и электронного наблюдения и сбора «внешней разведывательной информации», передаваемой «иностранными державами» и «агентами иностранных держав» (которыми, в том числе, могут быть американские граждане и обладатели постоянного вида на жительство, подозреваемые в шпионаже и терроризме). Закон не применяется вне США. После террористических атак 11 сентября 2001 года в него неоднократно вносились поправки.

## История
Акт о негласном наблюдении в целях разведки был представлен 18 мая 1977 года сенатором Тедом Кеннеди и был подписан президентом Картером в 1978. Девять сенаторов спонсировали законопроект: Бёрч Бэй, Джеймс О. Истланд, Джейк Гарн, Уолтер Хаддлстон, Дэниэл Иноуэ, Чарльз Мэтиас, Джон Л. МакКлиллан, Гэйлорд Нельсон и Стром Турмонд.
Акт был подготовлен по результатам тщательных расследований, проведённых комиссией вице-президента Рокфеллера и комитетами Сената по поводу законности негласной слежки в разведывательных целях внутри страны. Эти расследования проводились независимо комитетом по конституционной деятельности Сэма Эрвина и комиссией Фрэнка Чёрча в 1978 году в ответ на привлечение президентом Ричардом Никсоном государственных ресурсов для шпионажа за политическими партиями и общественными организациями, что являлось нарушением Четвёртой поправки к Конституции. Акт был создан в целях осуществления судебного и парламентского надзора над негласной правительственной слежкой за иностранными организациями и физическими лицами на территории США и сохранения тайны следствия в целях национальной безопасности. Акт позволял осуществлять на территории США слежку в течение одного года без постановления суда, если только ‘в результате наблюдения будет записано содержание каких-либо сообщений, адресованных или посланных лицами из США’ (что включает граждан США, иностранцев, законно обладающих постоянным видом на жительство, общественные организации, состоящие в большинстве из граждан США и иностранцев с законным видом на жительство, а также корпорации, созданные в США). Если вовлечено лицо из США, требуется получить судебный ордер не позднее чем через 72 часа после начала наблюдения.

## Программа несанкционированного прослушивания при администрации Буша
Основная статья — Несанкционированная слежка АНБ 2001-07 годов
Широкую известность акт получил после публикации New York Times от декабря 2005 года о программе несанкционированного прослушивания, проводимой АНБ с 2002 года по приказу администрации Буша; в вышедшей затем статье в журнале Bloomberg предполагалось, что слежка могла начаться ещё раньше — с июня 2000 года.

## Сфера применения и ограничения
Для целей негласного электронного наблюдения и обысков, под ‘иностранной державой’ понимается правительство иностранного государства либо его часть, которая не состоит в большинстве из лиц из США, а также любая структура или организация, управляемая иностранным правительством (§§ 1801(a)(1)-(3)). Это определение также включает международные террористические группировки и иностранные политические партии и организации (§§ 1801(a)(4) и (5)). Статьи акта, регулирующие электронную слежку и негласные обыски без предписания суда явно не включают и не исключают их применение по отношению к международным террористическим группировкам (см. § 1802(a)(1), ссылающийся на § 1801(a)(1), (2), и (3)).
Акт также описывает ограничения по своему применению к жителям США.
В качестве ‘внешней разведывательной информации’ понимаются сведения, необходимые для защиты США от реального или возможного нападения, саботажа или акта международного терроризма.
В общем случае, необходимо доказать, что электронное наблюдение может помочь получить внутри США разведданные о деятельности иностранных держав (включая иностранных шпионов и агентов) либо о людях, связанных с международными террористическими группировками. Правительственное агентство обязано представить явные доказательства того, что ‘объектом наблюдения является иностранное государство или агент иностранного государства’.

## Содержание
Акт содержит следующие разделы:
- электронное наблюдение ((50 U.S.C. ch. 36, subch. I)
- обыск (50 U.S.C. ch. 36, subch. II)
- устройства перехвата телефонных номеров (50 U.S.C. ch. 36, subch. III)
- доступ документации коммерческих организаций в целях внешней разведки (50 U.S.C. ch. 36, subch. IV)
- требования к составлению отчётности (50 U.S.C. ch. 36, subch. V)

Акт подразумевает создание федерального Суда по наблюдению в целях разведки (англ. Foreign Intelligence Surveillance Court) (FISC), который на закрытом заседании подтверждает или отклоняет запросы на обыск. Разглашается только количество поданных, выданных и отклонённых запросов. В 1980 году, в первый год своей деятельности, было выдано 322 судебных ордера. Число ордеров неуклонно росло, составив 2224 запроса в 2006 году. В период с 1979 по 2006 года было подано 22990 запроса, из которых 22985 были подтверждены (иногда отдельные запросы были изменены, разделены или соединены по юридическим основаниям), и только 5 были полностью отклонены.

### Электронное наблюдение
В общем случае, закон допускает проведение электронного наблюдения в двух случаях:

#### Без судебного ордера
Президент США может без указания суда санкционировать через Генерального прокурора (министра юстиции) электронное наблюдение без судебного ордера сроком на один год, при условии, что
- перехватываемые данные относятся к разведывательной информации[9],
- прослушивается иностранное государство[10],
- что существует лишь малая вероятность перехвата сообщений, адресованных или посланных жителем США[11].

Генеральный прокурор (министр юстиции) обязан письменно подтвердить суду выполнение данных условий под присягой и также обязан отчитываться об их выполнении постоянному комитету по разведке Палаты представителей и комитету по разведке Сената.
Так как пункт 50 U.S.C. § 1801(a)(1)(A) акта явно ограничен в применении наблюдением за иностранными государствами, и не включает определения, введённые в пунктах 50 U.S.C. § 1801(a) (4)-(6), акт не позволяет вести несанкционированное наблюдение за:
- международными террористическими группировками,
- иностранными политическими партиями и организациями, в которых нет большинства из жителей США,
- организациями, управляющимися правительствами иностранных государств.

Согласно акту, любой, кто осуществляет электронное наблюдение без выполнения соответствующих условий, подлежит уголовной ответственности и гражданским искам о возмещении ущерба.
Согласно 50 U.S.C. § 1811 Президент США имеет право разрешить несанкционированное наблюдение в случае начала войны — такое наблюдение может быть осуществлено „на срок, не превышающий пятнадцать календарных дней после объявления войны Конгрессом“.

#### По судебному ордеру
Правительство может получить ордер на наблюдение напрямую от суда FISA. Для принятия запроса требуется предоставить существенные доказательства (probable cause) того, что наблюдение будет осуществляться за иностранным государством или его агентом, и также что прослушиваемое место используется только иностранным государством или его агентом. Суд также обязан проверить, что в результате негласного наблюдения минимальны шансы получить информацию, касающуюся жителей США.. В зависимости от вида прослушивания, судебный ордер может действовать 90 дней, 120 дней, либо год, с возможностью продления.

### Обыски
В дополнение к электронному наблюдению, по закону могут быть разрешены обыски „помещений и собственности с целью получения информации и материалов, используемой исключительно“ иностранным государством. Требования и процедуры одобрения практически идентичны тем, которые используются для электронного слежения.

### Поправка об одиночках (‘Lone wolf’)
В 2004 в акт была внесена поправка, связанная с ‘одиночками’ 50 U.S.C. § 1801(b)(1)(C) Одиночка — не житель США, который готовит или осуществляет акт международного терроризма. Данная поправка изменила определение ‘иностранной державы’, чтобы суд FISA мог давать ордер на слежку или обыск без необходимости подтвердить явную связь между одиночкой и иностранным государством. Однако в этом случае для получения ордера суд должен установить, что согласно предоставленной заявителем информации объект наблюдения уже совершал акты международного терроризма или участвовал в их подготовке.

## Суд FISA
Основная статья: Суд по негласному наблюдению в целях внешней разведки
Акт создал Суд по негласному наблюдению в целях внешней разведки (FISC), который может выдавать судебный ордер на негласное наблюдение за подозреваемыми в разведывательной деятельности на территории США по запросу от федеральных правоохранительных органов (в основном, от ФБР). Суд находится в здании федерального суда округа Колумбия (Вашингтона) и состоит из 11 судей, утверждаемых Главным судьёй США на 7-летний срок.
Слушания в суде FISA проводятся в отсутствие сторон (ex parte) без конкурентного процесса. Судья рассматривает исключительно улики, предоставляемые Министерством юстиции. Разглашение любой информации о слушаниях и тексте прений или судебных решений не допускается.
В случае отклонения запроса на прослушивания, можно подать апелляцию в Апелляционный суд по наблюдению в целях разведки. В апелляционном заседании участвуют три судьи суда FISA; с момента создания, апелляционный суд созывался только дважды: в 2002 и 2008 году.

## Ответственность за нарушения
За нарушение статей закона, описывающих процедуры обыска и электронной слежки, предусмотрена уголовная и гражданская ответственность.
Уголовная ответственность предусмотрена за намеренное проведение электронной слежки, совершённое незаконно под предлогом исполнения обязанностей правоохранителя (color of law), и также за разглашение информации, полученной с помощью незаконной электронной слежки. Данное нарушение предусматривает штраф до 10 тысяч долларов США и/или до пяти лет заключения.
Кроме того, незаконное прослушивание частных лиц является основанием для предъявления претензий по гражданскому иску, с выплатой компенсаций $1,000 или $100 за каждый день. Также возможно отстранение нарушителя от правоохранительной деятельности, и компенсацию пострадавшему расходов на адвоката. Аналогичные правила действуют и для обысков. В случае получения судебного ордера исполнитель освобождается от ответственности и считается действовавшим как законный представитель власти; в случае несанкционированного прослушивания (по приказу Президента) эта защита не действует.

## Конституционность

### До FISA
В 1967 году Верховный суд США постановил, что требования Четвёртой поправки применяются одинаково как электронному наблюдению, так и к обыскам (дело Кац против США, 389 U.S. 347, 1967). При этом суд не рассматривал вопрос, применимы ли требования поправки к вопросам национальной безопасности. Вскоре, в 1972 году, Верховный суд рассматривал вопрос снова (см. дело США против Окружного суда США, 407 U.S. 297, 1972), где суд постановил, что для проведения негласного наблюдения нужен судебный ордер, иначе нарушается Четвёртая поправка. Судья Пауэлл аргументировал, что это решение не касается действий иностранных государств или их агентов.
Непосредственно перед принятием FISA, в нескольких судебных процессах затрагивалась проблема прослушивания без судебного ордера. В двух таких делах, США против Брауна (484 °F.2d 418, 5th Cir. 1973) и США против Бутенко (494 °F.2d 593, 3rd Cir. 1974), суды поддержали несанкционированное прослушивание. В деле Брауна, разговор гражданина США был прослушан с разрешения Генерального прокурора США (министра юстиции) для разведывательных целей. В деле Бутенко, суд постановил, что прослушивание является законным, если основной целью было получение разведывательной информации.
Согласно мнению большинства на деле Зуэйбон против Митчелла (516 °F.2d 594, D.C. Cir. 1975), для прослушивания внутри страны необходим судебный ордер, так как любая местная организация не является иностранной державой или её агентом и „если только не приведены экстраординарные причины, несанкционированное электронное наблюдение не может быть ничем обосновано и, следовательно, оно неконституционно“.

### После принятия FISA
Дел, оспаривающих конституционность акта, было немного. В двух делах, изложенных ниже, суд счёл акт FISA не нарушающим конституцию.
В деле США против Даггана (743 °F.2d 59, 2nd Cir., 1984), подсудимые были членами ИРА. Они были приговорены к заключению за нарушение законов о перевозке взрывчатых веществ и оружия. Суд постановил, что существенная разница в обращении с гражданами США и иностранцами, не проживающими на территории США, диктуется соображениями национальной безопасности.
В деле США против Николсона (955 °F.Supp. 588, Va. 1997), подсудимый попытался объявить недействительными все улики, добытые согласно FISA. Суд отклонил ходатайство, не приняв во внимание утверждения, что акт нарушает Пятую поправку (требование о законной судебной процедуре), а также Шестую поправку (пункты о равной защите законами, принцип разделения властей и право на адвоката).
Впрочем, в третьем деле (310 °F.3d 717, 742, Foreign Intel. Surv. Ct. of Rev. 2002) Апелляционный суд FISA высказался иначе по вопросу о том, может ли акт ограничивать право Президента разрешать несанкционированные обыски в целях разведки. Суд заявил:

Все другие суды решили, что Президент имеет неотъемлемое право проводить несанкционированные обыски для получения разведывательной информации об иностранных государствах… Мы принимаем как данное, что у Президента есть такое право, и поэтому FISA не может ограничивать власть Президента, которая гарантирована Конституцией.
Оригинальный текст (англ.)[A]ll the other courts to have decided the issue [have] held that the President did have inherent authority to conduct warrantless searches to obtain foreign intelligence information . . . . We take for granted that the President does have that authority and, assuming that is so, FISA could not encroach on the President's constitutional power.
— 310 F.3d 717, 742 (Foreign Intel. Surv. Ct. of Rev. 2002)

## Критика
К. А. Тайпэйл из Института мировой политики (World Policy Institute), Джеймс Джей Карафано из Фонда «Наследие» и Филипп Боббитт из Правовой школы округа Колумбия (Columbia Law School), вместе с другими, утверждают, что акт FISA необходимо дополнить, прописав процедуру автоматических программных подтверждений, иначе он не будет соответствовать современным потребностям разведки и технологическому прогрессу, включая переход от электрической коммутации к технологиям маршрутизации пакетов, глобализацию коммуникационной инфраструктуры, разработку автоматизированных алгоритмов мониторинга, включая интеллектуальный анализ данных (data mining) и анализ трафика.
Джон Р. Шмидт, заместитель министра юстиции (1994—1997) при президенте Билле Клинтоне, также предложил использовать программное одобрение запросов на прослушивание. Он напоминает о доводах, представленным комитету Чёрча бывшим Генеральным прокурором (министром юстиции) Эдвардом Леви, что законодательство по наблюдению в целях разведки должно включать программное разрешения на осуществление наблюдения. Из-за специфических потребностей внешней разведки, требуется «практически бесконечная слежка, которая по своей природе не может иметь каких-то предопределённых объектов наблюдения». В таких ситуациях «оформлять судебные ордера, как требует закон, будет весьма неэффективно».
В 2006 году судья Ричард Познер высказал мнение, что FISA «по-прежнему работает в отношении известных террористов, но бесполезен в качестве инструмента обнаружения террористов. FISA требует, чтобы скрытое наблюдение проводилось по судебным ордерам на основе чётких доказательств того, что объект наблюдения является террористом, но нам как раз отчаянно требуется выяснить, кто именно является террористом».